# ضريح بقراط
ضريح بقراط (بالفارسية: آرامگاه بقراط) هو ضريح تاريخية تعود إلى عصر القاجاريين، وتقع في سرخس.